# Abdelhak Ait Ourehbi
Abdelhak Ait Ourehbi, né le 24 mai 1994 à Marrakech (Maroc), est un footballeur marocain évoluant au poste de milieu de terrain au Hassania d'Agadir.

## Biographie

### En club
Abdelhak Ait Ourehbi intègre jeune le centre de formation de sa ville le KAC Marrakech. Âgé seulement de vingt ans, il dispute douze matchs à l'occasion de sa première saison en Botola Pro et inscrit un but.
Relégué en D2 marocaine avec le KAC Marrakech, Abdelhak s'engage en janvier 2017 pour trois saisons au Youssoufia Berrechid en D2 marocaine. Le 11 mars 2017, il dispute son premier match en D2 face à Sidi Kacem (victoire, 2-1). Le 14 octobre 2017, il inscrit un doublé face au KAC de Kénitra (victoire, 4-2). Il termine la saison en étant promu en D1, couronné vice-champion de la D2 marocaine.
Le 31 janvier 2022, il signe un contrat de deux saisons au Hassania d'Agadir. Le 23 février 2022, il dispute son premier match avec le club face au Wydad Casablanca (victoire, 0-2).

## Palmarès
Youssoufia Berrechid
- D2 marocaine :
  - Vice-champion : 2018.